# Укуренные
«Укуренные» (англ. Up in Smoke) — американский комедийный художественный фильм, поставленный режиссёром Лу Адлером. Первая кинокартина комического дуэта Чича и Чонга, выпущенная в 1978 году. Собрав в США более 41 млн долларов, кинолента заняла 12-е место по кассовым сборам в 1978 г.

## Сюжет
Американец мексиканского происхождения Педро де Пакас знакомится с хиппи Энтони, которого он постоянно называет Чувак. Вместе они попадают в Мексику, а затем уезжают оттуда на фургоне, сделанном из марихуаны. По пути они знакомятся с девчонками Деби и Джейд, которые направляются в Рокси на музыкальный фестиваль. Будучи музыкантами, Педро и Энтони решают принять участие в этом фестивале и выигрывают (очевидно, благодаря дыму от загоревшегося фургона, который проникает в зрительный зал).